# Dwayne Sandy
Dwayne Sandy (* 19. Februar 1989 in Kingstown; † 21. Mai 2021 in Calliaqua) war ein Fußballtorwart aus St. Vincent und die Grenadinen.
Er begann seine Karriere beim Verein Pastures United FC. 2008 wechselte er zu Caledonia AIA und im Jahr darauf – zunächst auf Leihbasis – zu Avenues United FC. In der Saison 2010/11 wurde er zum Torhüter des Jahres der NLA Premier League gewählt. Avenues gewann von 2010 bis 2012 drei Landesmeisterschaften in Folge. 2013/14 spielte er bei Alpha United Georgetown in Suriname. Von 2018 bis zu seinem Tod wiederum in seiner Heimat bei den Glenside Ball Blazers.
Sandy spielte in der U-20- und in der U-23-Nationalmannschaft seines Landes. Am 30. Mai 2007 debütierte er in der Nationalmannschaft von St. Vincent und den Grenadinen. Er bestritt insgesamt 36 Länderspiele, zuletzt war er im März 2021 in der Qualifikation zur WM 2022 im Einsatz.
2015 wurde Sandy unter dem Vorwurf des versuchten Mordes und illegalen Waffenbesitzes festgenommen. Sandy wurde am 21. Mai 2021 in Calliaqua von zwei maskierten Männern erschossen.